# Kevin Goden
Kevin Goden (Bonn, 22 febbraio 1999) è un calciatore tedesco, difensore dell'Alemannia Aquisgrana.

## Caratteristiche tecniche
È un terzino destro.

## Carriera

### Club
Cresciuto nel settore giovanile del Colonia, ha esordito in prima squadra il 19 dicembre 2017 disputando l'incontro di DFB-Pokal perso 1-0 contro lo Schalke 04.
Il 23 maggio 2018 è stato acquistato a titolo definitivo dal Norimberga.

## Statistiche

### Presenze e reti nei club
Statistiche aggiornate al 14 dicembre 2018.
| Stagione        | Squadra         | Campionato      | Campionato | Campionato | Coppe nazionali | Coppe nazionali | Coppe nazionali | Coppe continentali | Coppe continentali | Coppe continentali | Altre coppe | Altre coppe | Altre coppe | Totale | Totale | Totale |
| Stagione        | Squadra         | Comp            | Pres       | Reti       | Comp            | Pres            | Reti            | Comp               | Pres               | Reti               | Comp        | Pres        | Reti        | Pres   | Reti   |        |
| --------------- | --------------- | --------------- | ---------- | ---------- | --------------- | --------------- | --------------- | ------------------ | ------------------ | ------------------ | ----------- | ----------- | ----------- | ------ | ------ | ------ |
| 2017-2018       | Colonia II      | RL              | 2          | 0          |                 | -               | -               |                    | -                  | -                  |             | -           | -           | 2      | 0      |        |
| 2017-2018       | Colonia         | BL              | 0          | 0          | CG              | 1               | 0               |                    | -                  | -                  |             | -           | -           | 1      | 0      |        |
| 2018-2019       | Norimberga II   | RL              | 6          | 2          |                 | -               | -               |                    | -                  | -                  |             | -           | -           | 6      | 2      |        |
| 2018-2019       | Norimberga      | BL              | 3          | 0          | CG              | 0               | 0               |                    | -                  | -                  |             | -           | -           | 3      | 0      |        |
| Totale carriera | Totale carriera | Totale carriera | 11         | 2          |                 | 1               | 0               |                    | -                  | -                  |             | -           | -           | 12     | 2      |        |